# Shin'ichi Itō
Shin'ichi Itō (伊藤真一?, Itō Shin'ichi; Kakuda, 7 dicembre 1966) è un pilota motociclistico giapponese, campione giapponese della classe 500 nel 1990 e tre volte campione giapponese superbike (nel 1998, 2005 e 2006), ritiratosi dall'attività agonistica.
Tra i suoi successi più importanti vi sono quattro edizioni della 8 ore di Suzuka nel 1997, 1998, 2006 e 2011 sempre in sella alla Honda, casa a cui è sempre rimasto pressoché fedele anche nelle sue partecipazioni alle varie edizioni del motomondiale.

## Carriera
Dal 1997 al 2001 partecipa al mondiale Superbike solo al gran premio stagionale in Giappone e sempre come wild card con la Honda. In quattro stagioni partecipa ad otto gare ottenendo come miglior piazzamento in gara un quarto posto nel 2001.

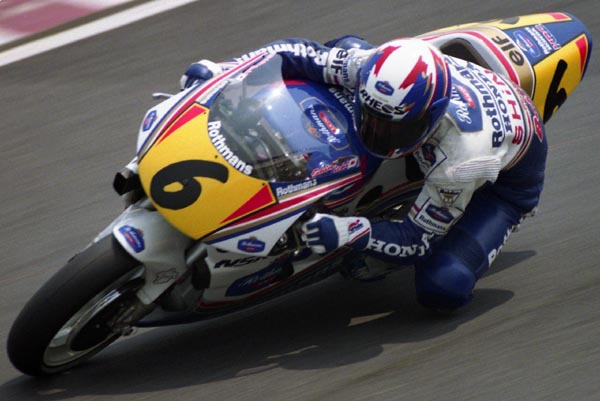
Itō nel 1993 sulla Honda NSR 500.

Per quanto riguarda le sue partecipazioni alle gare del motomondiale, le prime presenze sono avvenute, in qualità di wild card, alle edizioni del Gran Premio motociclistico del Giappone della classe 500, dove è riuscito ad ottenere punti validi per la classifica iridata nel 1989, 1990 e 1992.
La sua prima stagione intera è stata quella del motomondiale 1993 dove si è classificato al 7º posto finale; lo stesso piazzamento è stato raggiunto anche la stagione successiva. Quella del 1995 è la stagione migliore per Itō; grazie a due piazzamenti sul podio e ad altri buoni risultati, giunge al 5º posto finale della classifica. L'anno successivo è l'ultimo in cui partecipa a tutto il campionato mondiale, giungendo al termine 12º. È nuovamente presente nella classifiche iridate in alcuni anni successivi, ma sempre con presenze sporadiche e quale wild card o pilota sostitutivo. 
Per quanto riguarda la MotoGP, è stato collaudatore per la Bridgestone e la Ducati, cosa che gli ha permesso di partecipare al Gran Premio motociclistico di Turchia 2005 al posto del pilota titolare infortunato Loris Capirossi; l'esperienza in quella gara si è conclusa però con una squalifica per non aver scontato una penalità che gli era stata comminata per partenza anticipata.
Una seconda possibilità di guidare una Ducati gli è stata offerta anche nel motomondiale 2007 quando si è trattato di sostituire Alex Hofmann in seno al team Pramac Racing; in quest'occasione ha raggiunto il 15º posto nel GP del Giappone. Nel 2011 ha corso il Gran Premio del Giappone in qualità di wildcard a bordo di una Honda, chiudendo in tredicesima posizione.

## Risultati in gara

### Motomondiale

#### Classe 500
| 1988 | Classe | Moto  |     |  |  |  |  |  |  |  |  |  |  |  |  |  |  |  | Punti | Pos. |
| ---- | ------ | ----- | --- |  |  |  |  |  |  |  |  |  |  |  |  |  |  |  | ----- | ---- |
| 1988 | 500    | Honda | Rit |  |  |  |  |  |  |  |  |  |  |  |  |  |  |  | 0     |      |

| 1989 | Classe | Moto  |    |  |  |  |  |  |  |  |  |  |  |  |  |  |  |  | Punti | Pos. |
| ---- | ------ | ----- | -- |  |  |  |  |  |  |  |  |  |  |  |  |  |  |  | ----- | ---- |
| 1989 | 500    | Honda | 10 |  |  |  |  |  |  |  |  |  |  |  |  |  |  |  | 6     | 32º  |

| 1990 | Classe | Moto  |   |  |  |  |  |  |  |  |  |  |  |  |  |  |  |  | Punti | Pos. |
| ---- | ------ | ----- | - |  |  |  |  |  |  |  |  |  |  |  |  |  |  |  | ----- | ---- |
| 1990 | 500    | Honda | 9 |  |  |  |  |  |  |  |  |  |  |  |  |  |  |  | 7     | 26º  |

| 1991 | Classe | Moto  |    |  |  |  |  |  |  |  |  |  |  |  |  |  |  |  | Punti | Pos. |
| ---- | ------ | ----- | -- |  |  |  |  |  |  |  |  |  |  |  |  |  |  |  | ----- | ---- |
| 1991 | 500    | Honda | 16 |  |  |  |  |  |  |  |  |  |  |  |  |  |  |  | 0     |      |

| 1992 | Classe | Moto  |   |  |  |  |  |  |  |  |  |  |  |  |  |  |  |  | Punti | Pos. |
| ---- | ------ | ----- | - |  |  |  |  |  |  |  |  |  |  |  |  |  |  |  | ----- | ---- |
| 1992 | 500    | Honda | 4 |  |  |  |  |  |  |  |  |  |  |  |  |  |  |  | 10    | 16º  |

| 1993 | Classe | Moto  |   |   |   |     |   |   |   |     |   |   |   |   |   |     |  |  | Punti | Pos. |
| ---- | ------ | ----- | - | - | - | --- | - | - | - | --- | - | - | - | - | - | --- |  |  | ----- | ---- |
| 1993 | 500    | Honda | 7 | 6 | 4 | Rit | 6 | 3 | 6 | Rit | 4 | 5 | 7 | 8 | 6 | Rit |  |  | 119   | 7º   |

| 1994 | Classe | Moto  |   |   |   |     |   |   |     |   |   |   |   |   |   |     |  |  | Punti | Pos. |
| ---- | ------ | ----- | - | - | - | --- | - | - | --- | - | - | - | - | - | - | --- |  |  | ----- | ---- |
| 1994 | 500    | Honda | 5 | 3 | 3 | Rit | 4 | 6 | Rit | 5 | 5 | 9 | 2 | 4 | 4 | Rit |  |  | 141   | 7º   |

| 1995 | Classe | Moto  |    |   |     |   |   |   |   |   |   |   |    |   |   |  |  |  | Punti | Pos. |
| ---- | ------ | ----- | -- | - | --- | - | - | - | - | - | - | - | -- | - | - |  |  |  | ----- | ---- |
| 1995 | 500    | Honda | 10 | 7 | Rit | 8 | 3 | 4 | 8 | 4 | 6 | 5 | 10 | 9 | 2 |  |  |  | 127   | 5º   |

| 1996 | Classe | Moto  |     |    |    |   |   |     |    |   |    |     |    |   |   |    |   |  | Punti | Pos. |
| ---- | ------ | ----- | --- | -- | -- | - | - | --- | -- | - | -- | --- | -- | - | - | -- | - |  | ----- | ---- |
| 1996 | 500    | Honda | Rit | 13 | 11 | 9 | 8 | Rit | 10 | 9 | 10 | Rit | 10 | 9 | 6 | 11 | 9 |  | 77    | 12º  |

| 1999 | Classe | Moto  |  |   |  |  |  |  |  |  |  |  |  |  |  |  |  |  | Punti | Pos. |
| ---- | ------ | ----- |  | - |  |  |  |  |  |  |  |  |  |  |  |  |  |  | ----- | ---- |
| 1999 | 500    | Honda |  | 7 |  |  |  |  |  |  |  |  |  |  |  |  |  |  | 9     | 21º  |

| Legenda | 1º posto        | 2º posto            | 3º posto            | A punti      | Senza punti        | Grassetto – Pole position Corsivo – Giro più veloce |
| Legenda | Gara non valida | Non qual./Non part. | Ritirato/Non class. | Squalificato | '-' Dato non disp. | Grassetto – Pole position Corsivo – Giro più veloce |

#### MotoGP
| 2002 | Classe | Moto  |   |  |  |  |  |  |  |  |  |  |  |  |  |  |     |  |  |  | Punti | Pos. |
| ---- | ------ | ----- | - |  |  |  |  |  |  |  |  |  |  |  |  |  | --- |  |  |  | ----- | ---- |
| 2002 | MotoGP | Honda | 4 |  |  |  |  |  |  |  |  |  |  |  |  |  | Rit |  |  |  | 13    | 21º  |

| 2005 | Classe | Moto   |  |  |  |  |  |  |  |  |  |  |  |  |  |  |  |    |  |  | Punti | Pos. |
| ---- | ------ | ------ |  |  |  |  |  |  |  |  |  |  |  |  |  |  |  | -- |  |  | ----- | ---- |
| 2005 | MotoGP | Ducati |  |  |  |  |  |  |  |  |  |  |  |  |  |  |  | SQ |  |  | 0     |      |

| 2007 | Classe | Moto   |  |  |  |  |  |  |  |  |  |  |  |  |  |  |    |  |  |  | Punti | Pos. |
| ---- | ------ | ------ |  |  |  |  |  |  |  |  |  |  |  |  |  |  | -- |  |  |  | ----- | ---- |
| 2007 | MotoGP | Ducati |  |  |  |  |  |  |  |  |  |  |  |  |  |  | 15 |  |  |  | 1     | 26º  |

| 2011 | Classe | Moto  |  |  |  |  |  |  |  |  |  |  |  |  |  |  |    |  |  |  | Punti | Pos. |
| ---- | ------ | ----- |  |  |  |  |  |  |  |  |  |  |  |  |  |  | -- |  |  |  | ----- | ---- |
| 2011 | MotoGP | Honda |  |  |  |  |  |  |  |  |  |  |  |  |  |  | 13 |  |  |  | 3     | 22º  |

| Legenda | 1º posto        | 2º posto            | 3º posto            | A punti      | Senza punti        | Grassetto – Pole position Corsivo – Giro più veloce |
| Legenda | Gara non valida | Non qual./Non part. | Ritirato/Non class. | Squalificato | '-' Dato non disp. | Grassetto – Pole position Corsivo – Giro più veloce |

### Campionato mondiale Superbike
| 1997 | Moto  |  |  |  |  |  |  |  |  |  |  |  |  |  |  |  |  |  |  |  |  |    |     |  |  |  |  | Punti | Pos. |
| ---- | ----- |  |  |  |  |  |  |  |  |  |  |  |  |  |  |  |  |  |  |  |  | -- | --- |  |  |  |  | ----- | ---- |
| 1997 | Honda |  |  |  |  |  |  |  |  |  |  |  |  |  |  |  |  |  |  |  |  | NP | Rit |  |  |  |  | 0     |      |

| 1998 | Moto  |  |  |  |  |  |  |  |  |  |  |  |  |  |  |  |  |  |  |  |  |  |  |   |     |  |  | Punti | Pos. |
| ---- | ----- |  |  |  |  |  |  |  |  |  |  |  |  |  |  |  |  |  |  |  |  |  |  | - | --- |  |  | ----- | ---- |
| 1998 | Honda |  |  |  |  |  |  |  |  |  |  |  |  |  |  |  |  |  |  |  |  |  |  | 8 | Rit |  |  | 8     | 31º  |

| 1999 | Moto  |  |  |  |  |  |  |  |  |  |  |  |  |  |  |  |  |  |  |  |  |  |  |  |  |    |     | Punti | Pos. |
| ---- | ----- |  |  |  |  |  |  |  |  |  |  |  |  |  |  |  |  |  |  |  |  |  |  |  |  | -- | --- | ----- | ---- |
| 1999 | Honda |  |  |  |  |  |  |  |  |  |  |  |  |  |  |  |  |  |  |  |  |  |  |  |  | 11 | Rit | 5     | 48º  |

| 2001 | Moto  |  |  |  |  |  |  |   |   |  |  |  |  |  |  |  |  |  |  |  |  |  |  |  |  |  |  | Punti | Pos. |
| ---- | ----- |  |  |  |  |  |  | - | - |  |  |  |  |  |  |  |  |  |  |  |  |  |  |  |  |  |  | ----- | ---- |
| 2001 | Honda |  |  |  |  |  |  | 4 | 9 |  |  |  |  |  |  |  |  |  |  |  |  |  |  |  |  |  |  | 20    | 24º  |

| Legenda | 1º posto        | 2º posto            | 3º posto           | A punti      | Senza punti        | Grassetto – Pole position Corsivo – Giro più veloce |
| Legenda | Gara non valida | Non qual./Non part. | Ritirato/Non class | Squalificato | '-' Dato non disp. | Grassetto – Pole position Corsivo – Giro più veloce |